# Прикосновение
«Прикосновение» (укр. Прікосновєніє; дотик) — дебютний альбом гурту «Flëur» виданий у жовтні 2002 року французьким лейблом «Prikosnovenie», а місяцем пізніше — українським «Lavina music». Назва є російським словом, що перекладається як дотик. Є першою частиною так званої трилогії Flëur.
Після французького релізу композиції гурту зазвучали в ефірі радіостанцій деяких західних країн, а амстердамське Radio 100 назвало їх альбом одним з десяти найяскравіших відкриттів року. У січні-лютому 2003 року альбом лідирував за продажами в одеських музичних магазинах.

## Композиції альбому

### Українське видання
| #   | Назва                             | Автор              | Тривалість |
| --- | --------------------------------- | ------------------ | ---------- |
| 1.  | «Интро»                           |                    | 0:35       |
| 2.  | «Синие тени»                      | Ольга Пулатова     | 4:36       |
| 3.  | «На обратной стороне луны»        | Олена Войнаровська | 3:38       |
| 4.  | «Укол»                            | Ольга Пулатова     | 4:12       |
| 5.  | «Это всё для тебя, танцующий Бог» | Олена Войнаровська | 5:35       |
| 6.  | «Печальный клоун»                 | Ольга Пулатова     | 4:05       |
| 7.  | «Карусель»                        | Олена Войнаровська | 6:31       |
| 8.  | «На мягких лапах»                 | Ольга Пулатова     | 3:46       |
| 9.  | «Колыбельная для Солнца»          | Олена Войнаровська | 4:56       |
| 10. | «Сердце»                          | Ольга Пулатова     | 4:11       |
| 11. | «Золотые воды Ганга»              | Олена Войнаровська | 5:51       |
| 12. | «Уходи, Февраль!»                 | Ольга Пулатова     | 3:50       |
| 13. | «Как всё уходит»                  | Олена Войнаровська | 4:44       |

### Французьке видання
Французьке видання альбому відрізняється іншим зведенням. У Франції альбом був виданий під назвою «Prikosnovenie» та має перекладені англійською назви пісень. Самі пісні на диску не відрізняються від українського видання, але на сайті французького лейбла можна знайти їх тексти у перекладі англійською мовою.
| #   | Назва                          | Тривалість |
| --- | ------------------------------ | ---------- |
| 1.  | «Intro»                        | 0:35       |
| 2.  | «Blue Shades»                  | 4:36       |
| 3.  | «On the Dark Side of the Moon» | 3:38       |
| 4.  | «Injection»                    | 4:12       |
| 5.  | «Dancing God»                  | 5:35       |
| 6.  | «A Sad Clown»                  | 4:05       |
| 7.  | «Carrousel»                    | 6:31       |
| 8.  | «By the Soft Paws»             | 3:46       |
| 9.  | «Lullaby for the Sun»          | 4:56       |
| 10. | «The Heart»                    | 4:11       |
| 11. | «Golden Waters of Gang»        | 5:51       |
| 12. | «February»                     | 3:50       |
| 13. | «Fadeaway»                     | 4:44       |

## Музиканти, що брали учать у записі альбому

### Зі складу групи
- Ольга Пулатова — фортепіано, вокал (2, 4, 6, 8, 10, 12)
- Олена Войнаровська — гітара, вокал (3, 5, 7, 9, 11, 13)
- Юлія Земляна — флейта
- Катерина Сербіна — віолончель
- Олексій Ткачевский — ударні
- Віталій Дідик — контрабас

### Запрошені музиканти
- Олексій Козміді (Alex Kozmidi) — електрогітара (1,2,5)
- Олександр Куценко — діджеріду, горловий спів (11)

### Інші
- Олексій Чередниченко — запис і зведення
- Віталій Телезін — мастеринг («Столиця Звукозапис», жовтень 2002 року, Київ)
- Павло Шевчук — мастеринг для видання у складі трилогії («Paularis Music Group», 2005, Київ)
- Фредерік Шаплен — мастеринг для французького видання
- Сабін Аделаїд — оформлення обкладинки для французького видання
- Дмитро Вєков — продюсер

## Ротація
У ротацію на радіостанціях потрапили такі пісні з цього альбому:
- Это Все Для Тебя, Танцующий Бог[4]
- Синие Тени[5]
- Сердце[6]

## Додаткова інформація
- Альбом «Прикосновение» — єдиний альбому гурту, записаний не методом накопичення інструментів, а пісня за піснею[7].
- Інтро альбому є фрагментом ранньої композиції Flёur «Tristesses de la Lune», в оригіналі якої О. Козміді зачитує однойменний вірш французького поета Шарля Бодлера.
- У пісні «Сердце» звучать три голоси: два чоловічих і один жіночий. Жіночий (змінений голос Ольги Пулатової) читає уривок з оповідання Бориса Віана «Золоте серце». Один чоловічий голос зачитує текст з медичної енциклопедії 1905 року про роботу серця. Другий чоловічий голос (О. Чередниченко, звукорежисер альбому) промовляє слова: «Скальпель! Зажим!».
- До пісень «На мягких лапах» і «Колыбельная для Солнца» було зроблено відеоарти, які були 2005 року видані на диску разом з «Трилогією». Їх режисером є Євген Тимохін. Також на відеодиску-додатку до «Трилогії» міститься відеозапис виконання пісні «Золотые воды Ганга» на концерті в Одесі
- На обкладинці диску зображені пелюстки бузкових хризантем з букету, який музикантам подарували на концерті, та бісер[8]
- Пісню «Это всё для тебя, танцующий Бог» Олена Войнаровська написала у липні 2000 року під враженням від книги Ніцше «Походження трагедії з духу музики»[9][10][11]
- Пісню «Колыбельная для Солнца» Олена Войнаровська написала у січні 2001 року у подарунок людині, перед якою відчувала свою вину. Це була перша пісня, де Flëur використали народні інструменти. Також ця композиція стала першою піснею авторки, яка була повноцінно записана у студії[12].
- Ідея пісні «Синие тени» прийшла до Ольги Пулатової уві сні[13]
- Пісня «Сердце» була написана Ольгою Пулатовою під враженням від перших зустрічей з Оленою Войнаровською і спочатку була прозовим твором[13]
- Пісню «На обратной стороне луны» виконував на одному з концертів на підтримку Януковича один з одеських поп-гуртів, що обурило музикантів Flëur[14]
- Пісня «Карусель» також видавалася на збірках «Флёрография» і «L'Odyssée»[15]
- Пісня «На обратной стороне луны» також видавалася на збірці «Fairy World N° 1»[16]
- Пісня «На мягких лапах» також видавалася на збірках «Флёрография» і «Between Rains and Drought (Між Дощами та Посухою)»[17]. У квітні 2019 року пісня в україномовному варіанті увійшла до синглу «Роздвоєння хижої особистості», сольного проєкту Ольги Пулатової[18]
- Пісня «Сердце» також видавалася на збірці «Zillo Romantic Sounds 4»[19]
- Пісню «Колыбельная для Солнца» також видавалася на збірці кращих пісень гурту Flëur «Флёрография»
- Пісню «Уходи, Февраль!» також видавалася на збірці кращих пісень гурту Flëur «Флёрография». Також на цю пісню було відзнято кліп[20], який демонструвався на деяких з перших концертах гурту.
- Пісня «Золотые воды Ганга» була першою піснею, яку виконав гурт Flëur під час свого першого виступу, вона ж стала останньою на прощальному концерті[21]